# Naruto Shippuden: Ultimate Ninja Storm Revolution
Naruto Shippuden: Ultimate Ninja Storm Revolution, znana w Japonii jako Naruto Shippuden: Narutimate Storm Revolution (jap. ＮＡＲＵＴＯ－ナルト－ 疾風伝 ナルティメットストーム レボリューション) – gra komputerowa z gatunku bijatyk wyprodukowana przez CyberConnect2. Jest kontynuacją gry Naruto Shippuden: Ultimate Ninja Storm 3. Została wydana we wrześniu 2014 roku przez Bandai Namco Games na platformy Xbox 360, PlayStation 3 oraz Microsoft Windows za pośrednictwem platformy Steam. W Europie dostępne będą trzy edycje: standardowa, edycja „Rivals” zawierająca dwa dodatkowe kostiumy, Naruto przebranego jako Sasuke i na odwrót oraz edycja kolekcjonerska „Samurai Edition” zawierająca figurkę i metalową skrzynkę. Gra posiada polskie napisy. Specjalnie na potrzeby gry twórca mangi Masashi Kishimoto zaprojektował nową postać – Mecha-Naruto. Gra zawiera 118 grywalnych postaci oraz niewidziane wcześniej animacje stworzone przez studio Pierrot.